# Pete Barnes
Peter Loraine „Pete“ Barnes (* 20. März 1962 in Nottingham; † 16. Januar 2013 in Vauxhall, London) war ein britischer Hubschrauberpilot, der an diversen britischen und US-amerikanischen Spielfilmen und Fernsehproduktionen beteiligt war. Er galt als einer der erfahrensten Piloten in Großbritannien und flog seit 1991 mehrere Prominente. Von 1988 bis zu seinem Tod im Januar 2013 absolvierte Barnes mehr als 10.500 Flugstunden.

## Leben
Barnes wurde 1962 in Nottingham geboren und besuchte die Oakham Independent School in Oakham, Rutland. Mitte der 1980er Jahre begann er ein Wirtschaftsstudium am Derbyshire College of Higher Education, das er Anfang der 1990er Jahre abschloss. 1992 begann er ein Marketingsstudium an der University of Derby.

### Flugkarriere
1989 zog er nach errungener Green Card in die USA und erwarb den Fliegerschein und die kommerzielle Hubschrauber-Lizenz in Florida. Danach arbeitete er als Pilot in Fort Lauderdale, Florida und an der Ostküste der Vereinigten Staaten.
Im Jahr 1991 kehrte er nach England zurück und begann mit den Arbeiten für Glenair Helicopters. Dort arbeitete er als Hubschraubermechaniker in Nordirland und Schottland. Er flog außerdem als Hubschrauberpilot im gesamten Vereinigtem Königreich, dies eröffnete ihn eine Karriere in der Filmbranche. Es folgten mehrere Einsätze für Kameraflüge und Komparsenrollen als Pilot für britische und US-amerikanische Filme.
Ende der 1990er Jahre gründete er in Reading seine Firma Helivision Ltd und arbeitete als Pilot in diversen Spielfilmen. So hatte er in der Rolle als Pilot Auftritte in den Filmen James Bond 007: Casino Royale, James Bond 007 – Stirb an einem anderen Tag, Der Soldat James Ryan, Tomb Raider – Die Wiege des Lebens und der BBC-Show Coast. Außerdem arbeitete er mit seiner Firma als Hubschrauberpilot für die Übertragung des Yachtrennens America’s Cup und verschiedene F1 Powerboat-Rennen. Von 1997 bis 2011 stand er als Berufspilot bei RotorMotion unter Vertrag und arbeitete bei der Firma in verschiedenen Aufgaben. Bei RotorMotion agierte er als Pilot für Nachrichtensender und das Metro FM-Radio in Newcastle upon Tyne für Verkehrsinformationen. Auch flog er Touristen im gesamten Großbritannien. 1999 wurde er Rettungspilot der Great North Air Ambulance Crew und im Jahr 2004 mit einem Preis für herausragenden Mut und Geschick für seine Rolle in einer Flussrettung im Nordosten der britischen Insel ausgezeichnet. Ab 2011 arbeitete er für Redhill Aerodrome und war an Nachrichten-Übertragungen von BBC und Sky News beteiligt. Im Jahr 2011 wurde er Botschafter der Olympischen Sommerspiele in London.

### Tod
Barnes verfing sich am 16. Januar 2013 mit seinem Hubschrauber, einem AgustaWestland AW109, in einem Baukran in Vauxhall und stürzte mit dem Hubschrauber ab. Nach dem Aufprall auf der Straße brannte der Hubschrauber aus; Barnes starb im Wrack.

### Privates
Barnes lebte bis zu seinem Tod mit seiner Lebensgefährtin Rebecca und seinen Adoptivkindern in der Nähe von Mortimer in der Grafschaft Berkshire.